# Historia Majotty
Historia Majotty – dzieje położonej na Oceanie Indyjskim, u południowo-wschodnich wybrzeży Afryki, w archipelagu Komorów wyspy od momentu pojawienia się na niej człowieka.
Najstarsze wzmianki o Majotcie pochodzą z 1488 roku, gdy wyspa została umieszczona na mapach powstałych po wyprawach Bartolomeu Diasa. Pierwszymi Europejczykami na wyspie byli prawdopodobnie Portugalczycy, którzy w 1538 roku sporządzili dokładną mapę archipelagu.
Pierwsze ślady obecności człowieka na Majotcie pochodzą z VI wieku n.e., gdy wyspa została zasiedlona prawdopodobnie przez ludy austronezyjskie. W XVI w. powstał sułtanat Majotty. Kolejnym sułtanom nie udawało się zapobiec rabunkowym wyprawom z Madagaskaru, piractwu i działalności łowców niewolników, na skutek których w XVIII i XIX w. wyspa została w znacznej mierze wyludniona. Adriantsoly, ostatni sułtan Majotty, w 1841 roku sprzedał prawa do wyspy Francuzom czyniąc ją kolonią francuską. W 2. połowie XIX w., po upadku plantacji trzciny cukrowej, wyspa straciła na znaczeniu.
W połowie XX w. na wyspie narodził się profrancuski, nastawiony na integrację z metropolią ruch polityczny. Po referendum w 1974 roku, w którym większość mieszkańców wyspy opowiedziała się przeciwko niepodległości, Majotta pozostała częścią Francji. W 2011 roku, po kolejnym referendum, wyspa została piątym departamentem zamorskim Francji.

## Pierwsze osadnictwo i sułtanat Majotty
Pierwsze ślady osadnictwa na Komorach pochodzą z VI wieku n.e. Przypuszcza się, że archipelag jako pierwsze zasiedliły ludy austronezyjskie. Około XIII w. na wyspach pojawiły się ludy Bantu, prawdopodobnie z terenów obecnego Mozambiku. Wyspy znane były arabskim kupcom i żeglarzom jeszcze w czasach przedislamskich. Co najmniej od IX w. Majotta była ośrodkiem handlu w tej części Oceanu Indyjskiego. Arabskie osadnictwo na Komorach pojawiło się prawdopodobnie w XIII w. (handlarze i żeglarze z Hadramautu), a w późniejszym okresie mogło być związane z falą uchodźców po zniszczeniu w 1505 roku sułtanatu Kilwy. Założone przez nich dynastie podzieliły między siebie archipelag, zakładając sułtanaty na Majotcie, Anjouanie i Mohéli (Wielki Komor podzielony był między liczne pomniejsze sułtanaty); z tego też okresu pochodzi pierwszy murowany meczet na Majotcie, zbudowany w roku 1566. Wraz z powstaniem sułtanatu społeczeństwo Majotty uległo podziałowi na trzy klasy: wakabaila (szlachtę), wangwana (wolnych chłopów, rybaków i pasterzy) oraz warumwa (niewolników). Podział ten utrzymał się do początku XX w.. Przynajmniej od XVII w. sułtan Anjouanu rościł sobie prawo do zwierzchnictwa nad sułtanami Mohéli i Majotty; w praktyce zwierzchnictwo to nie miało stałego charakteru.

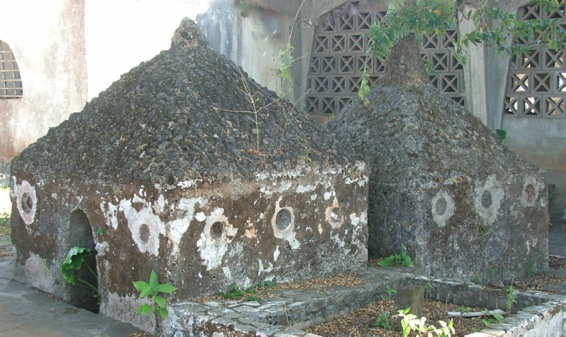
Mauzoleum sułtanów Majotty w Tsingoni.

Majotta początkowo była chętnie odwiedzana przez europejskich kupców i podróżników. Pierwsze mapy i dane demograficzne pochodzą z wypraw Portugalczyków Bartolomeu Diasa i Baltazara Lobo de Souzy. De Souza w 1557 roku oszacował liczbę mieszkańców na około 12 000. Na początku XVII w. szczególnie często przypływali na nią żeglarze holenderscy. Na wyspie kilka razy zaopatrywała się holenderska flota wojenna, a Jacob van Heemskerck w 1601 roku zarekomendował ją jako najlepszą dla europejskiego żeglarza wyspę z archipelagu Komorów. Jednakże w późniejszych latach rosnące zagrożenie ze strony piratów i niebezpieczne rafy przyczyniły się do stopniowego przeniesienia zainteresowania Europejczyków na pozostałe wyspy. Problem morskiego rozboju w tej części Oceanu Indyjskiego narastał, a opuszczona przez Europejczyków Majotta stała się jedną z ważniejszych przystani pirackich. Dopiero na początku XVIII w. wspólne działania francuskiej floty z Île de France i Kompanii Wschodnioindyjskiej doprowadziły do oczyszczenia lokalnych wód z piratów. Od XVI w. na Majotcie osiedlali się Malgasze, którzy zamieszkali południową część wyspy. W XVIII w. doszło do serii łupieżczych najazdów Malgaszów z ludu Sakalawa. Po zniszczeniu przez nich w 1793 roku stolicy w Tsingoni sułtan Salim II założył nową stolicę w Dzaoudzi. Ciągłe ataki rozbójników i łowców niewolników doprowadziły do wyludnienia wyspy; szacuje się, że w 1804 roku zamieszkiwało ją zaledwie 1500 osób.
W 1829 roku na Majotcie doszło do sporu o władzę, wygranego przez Boinę Combo, którego konkurent – Umari został zmuszony do emigracji na Anjouan. W 1832 roku na Majottę przybył Adriantsoly, zdetronizowany król Boiny z Madagaskaru. Boina Combo udzielił mu azylu, jednakże w tym samym roku Adriantsoly przejął władzę i wygnał dotychczasowego sułtana. Z sytuacji skorzystał Ramanetaka, sułtan Mohéli, który najechał i na krótko zdobył wyspę, przepędziwszy uzurpatora. Adriantsoly uzyskał pomoc Abdallaha II z Anjouanu i w 1835 roku częściowo odzyskał władzę nad Majottą. W latach 1835–1836 na wyspie panowała dwuwładza, gdyż rządzili Adriantsoly oraz Umari, który powrócił jako przedstawiciel sułtana Anjouanu. W 1836 roku Adriantsoly odrzucił zwierzchnictwo Anjouanu, i ogłosił się sułtanem pod imieniem Bomba Sadiki. Skutkiem siedmioletnich walk o władzę było ponowne wyludnienie i znaczne osłabienie sułtanatu. W 1837 roku Adriantsoly zaproponował Brytyjczykom zakup praw do wyspy, jednakże spotkał się z odmową. W 1840 roku ofertę zakupu wyspy złożyli Francuzi, i 25 kwietnia 1841 roku sułtan sprzedał Majottę za roczną rentę 5000 franków i francuskie wykształcenie dla swych dwóch synów. Układ wszedł w życie w 1843 roku. Ówczesny władca Anjouanu, Salim II, po początkowych protestach ostatecznie uznał sprzedaż w zamian za część dochodów z cła z Majotty. Wyspa przeszła pod władzę francuską, a jej pierwszym komendantem został Pierre Passot. Jeszcze przed oficjalnym przejęciem władzy przez Francuzów na Majotcie został zakazany handel niewolnikami.

## Kolonia francuska
Passot objął władzę w nowej kolonii 18 czerwca 1843 roku. Początkowo wyspa podlegała gubernatorowi Reunionu, jednakże stan ten szybko uległ zmianie, albowiem od 29 września 1843 roku kolonia zaczęła administracyjnie podlegać Nosy Be. Sytuacja uległa odwróceniu 10 listopada 1844 roku, kiedy to Nosy Be stała się podległa Majotcie. W 1877 roku system ten został uznany za niepraktyczny, zaś zarządzanie wyspami rozdzielono. Pod koniec XIX w. pozostałe trzy wyspy Komorów stały się francuskimi protektoratami i wspólnie z Majottą na krótko trafiły pod zarząd gubernatora Reunionu. W 1897 roku Komory otrzymały własną administrację kolonialną podległą bezpośrednio Paryżowi i cieszącą się pewną autonomią, z siedzibą gubernatora w Dzaoudzi na Majotcie. W 1908 roku system ten został całkowicie zniesiony, a wszystkie wyspy na równi podporządkowane zostały pod madagaskarską prowincję Antananarywa, z miejscowym administratorem w Dzaoudzi. W 1912 roku sułtanaty zostały zlikwidowane, a Komory znalazły się pod bezpośrednią kontrolą Francji. Administracyjna zależność od Madagaskaru rodziła liczne problemy, w związku z czym w 1925 roku władza kolonialna w znacznej mierze powróciła na Majottę. Po trzech latach podział ten został zniesiony, a Komory stały się autonomiczną prowincją, nadal rządzoną z Dzaoudzi przez gubernatora-porucznika. System ten przetrwał aż do 1946 roku, gdy powstały terytoria zamorskie.

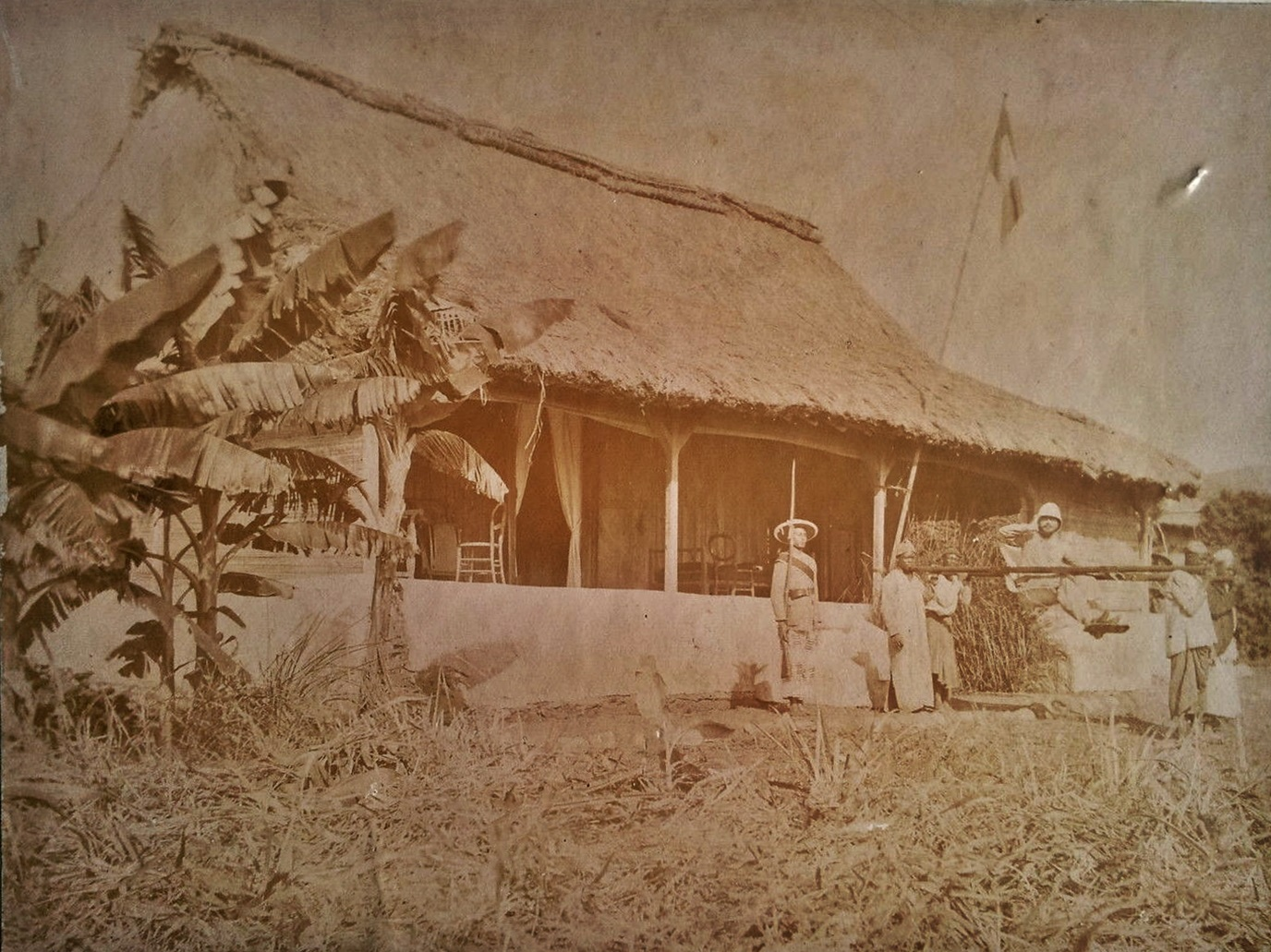
Dom francuskiego urzędnika na Majotcie, koniec XIX wieku.

Adriantsoly pozostawił Francuzom wyspę wyniszczoną, wyludnioną i z podzieloną społecznością. Według przeprowadzonego w 1843 roku cenzusu, na Majotcie mieszkało 3 300 osób, w tym 1 500 niewolników. Populacja była skoncentrowana na terenie Pamanzi, podczas gdy Grande-Terre była niemal całkowicie opuszczona. Mniej więcej w latach 1846-1847 na wyspie pojawili się pierwsi francuscy koloniści, głównie z Nantes i Reunionu. Pomiędzy nich rozdzielono grunty wyspy, przy czym zastosowane kryterium gwarancji finansowej na prowadzenie działalności gospodarczej doprowadziło do wyłączenia z podziału ludności majotyjskiej i powstania dużych plantacji. Główną rośliną uprawną została trzcina cukrowa. Szybko okazało się, że niewielka populacja wyspy nie jest w stanie zapewnić odpowiedniej siły roboczej dla nowo powstających plantacji, a co gorsza, mieszkańcy wyspy niechętnie podejmowali się płatnej pracy na roli, uważając takie zajęcie za uwłaczające ich godności. Pojawił się pomysł ściągnięcia ludzi spoza Majotty. Z obawy, by operacja taka nie została przez flotę brytyjską uznana za import niewolników, w 1847 roku niewolnictwo na Majotcie zostało zniesione, za odszkodowaniem w wysokości 200 franków za wyzwolonego niewolnika. Koszt wykupu został pokryty przez samych niewolników, którzy zobowiązani zostali do pięcioletniej, bardzo nisko opłacanej pracy na rzecz plantatorów. Zniesienie niewolnictwa poskutkowało kolejnym odpływem ludności z wyspy, którą opuścili właściciele ziemscy wraz ze znaczną częścią niewolników. W kolejnych latach plantatorzy ściągnęli na Majottę tysiące robotników, przede wszystkim z Mozambiku, a także z Madagaskaru i pozostałych wysp Komorów; większość z nich po wygaśnięciu umów pozostała na Majotcie. Na początku II. poł. XIX w. na Majottę zaczęła wracać ludność, która opuściła ją po emancypacji z roku 1847. Już w 1851 roku na wyspie było więcej ludności napływowej, aniżeli rdzennych mieszkańców. Niska płaca, często stosowany przymus pracy i trudne warunki bytowe rodziły protesty – w 1856 roku doszło na tym tle do rewolty, zaś w latach 1866 i 1876 – do strajków. Bunty i strajki robotników były surowo tłumione, jednakże z czasem warunki pracy uległy poprawie. Przezwyciężenie trudności ze znalezieniem siły roboczej nie oznaczało końca problemów dla plantacji cukru. Warunki na Grande-Terre (obfite opady przeplatane suszami, erozja gleby, a także malaria), na której zlokalizowana była większość plantacji, nie sprzyjały uprawie trzciny cukrowej, a budowa i utrzymanie fabryk wymagały znacznego nakładu pracy. Cukier z Majotty, produkowany w relatywnie niewielkich ilościach, nie był konkurencyjny na rynku światowym. Otwarcie Kanału Sueskiego w 1869 roku sprawiło, że od Komorów odsunęły się najważniejsze szlaki handlowe regionu. W konsekwencji na przełomie XIX i XX w. doszło do upadku cukrownictwa na wyspie, plantacje i fabryki zostały w większości opuszczone, a ich pracownicy częściowo wtopili się w społeczności wyspy. Rolę przemysłu cukrowniczego w pewnym stopniu przejęła uprawa ylang-ylang. Pod koniec XIX w. populacja wyspy zaczęła się powiększać. Cenzus z 1870 roku wykazał jeszcze 3 300 mieszkańców, tyle samo co w 1843. W 1906 roku liczba ta wzrosła do 11 731, a w 1935 – 15 801.
Kolonizacja wyspy i przybycie plantatorów nie zmieniły istotnie życia rdzennych mieszkańców Majotty. Ludność majotyjska prowadziła gospodarkę samozaopatrzeniową opartą na rybołówstwie i rolnictwie ekstensywnym. Wymiana towarów odbywała się w drodze barteru, opartego na zwyczajowych stosunkach obligacyjnych. Pieniądze były w użyciu jedynie przez zamożnych kupców arabskich. Upadek plantacji cukru sprawił, że Francuzi praktycznie porzucili wyspę, swą obecność ograniczając do administracji kolonialnej w Dzaoudzi. Stan taki utrzymał się aż do przemian polityczno-społecznych na początku II poł. XX w.

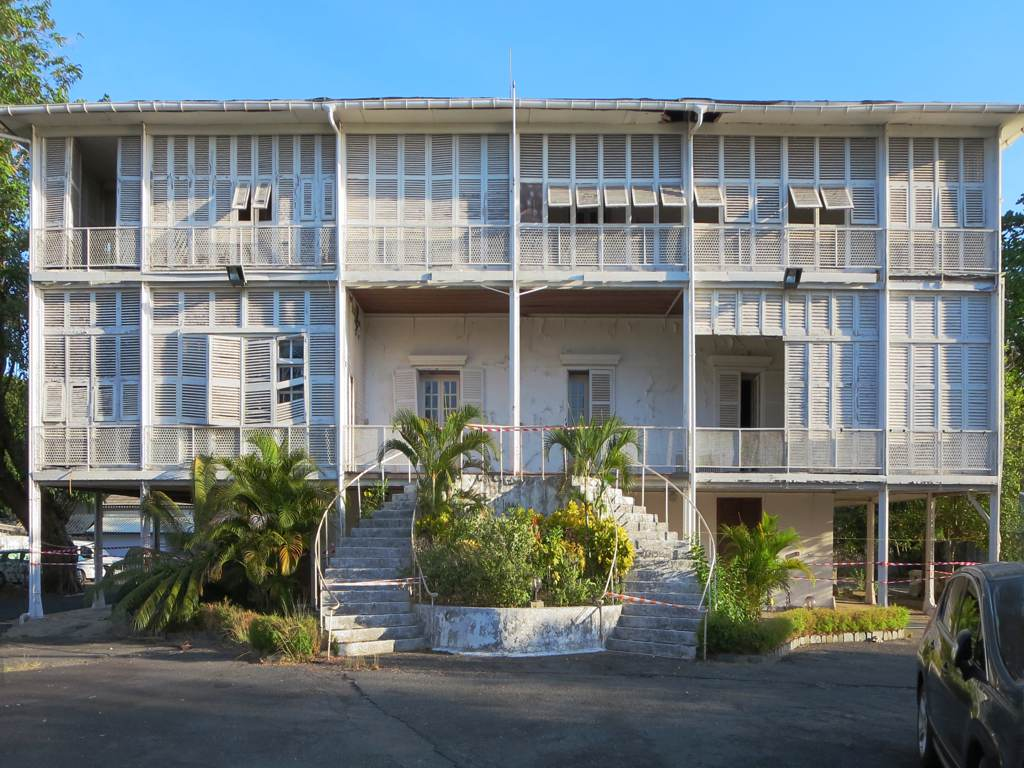
Budynek prefektury w Dzaoudzi.

Administracja kolonialna nie była w stanie zapobiec problemom gospodarczym. Aż do końca XIX w. francuska obecność na Majotcie była stosunkowo niewielka; w 1868 roku na wyspie mieszkało 127 Francuzów, wliczając w to wojskowych i administrację. W 1883 roku liczba ta wzrosła do 218, a w 1947 – do około 300. Urzędnicy kolonialni, pochodzący z Francji lub Madagaskaru, charakteryzowali się niskimi kompetencjami, brakiem znajomości miejscowych języków i niewiedzą na temat wyznawanego na Majotcie islamu. Realizację zadań administracyjnych utrudniały nierzadki wśród urzędników alkoholizm, częste zmiany na stanowiskach i malaria. Pomimo tych przeszkód w II poł. XIX w. wybudowano szpital i szkołę, na wyspie istniało też kilka tawern. Na początku XX w. urzędnicy francuscy próbowali zaprowadzić na wyspach system administracji złożonej z miejscowych elit, jednakże przedsięwzięcie to zakończyło się całkowitą porażką.
Wojny światowe nie wpłynęły bezpośrednio na sytuację Majotty. Podczas drugiej wojny światowej Komory znalazły się pod kontrolą administracji Vichy. W 1942 roku wyspa została zajęta przez Brytyjczyków, a następnie przekazana siłom Wolnej Francji.

## Jako część autonomicznych Komorów
W 1946 roku Francja przyjęła nową konstytucję, na mocy której w miejsce dotychczasowych kolonii powołane zostały terytoria zamorskie. W tym samym roku na mocy ustawy Lamine Guèye mieszkańcom terytoriów zamorskich przyznane zostało obywatelstwo francuskie. Utworzone zostało jednolite Terytorium Komorów, obejmujące wszystkie wyspy archipelagu i jako część Republiki Francuskiej wchodzące w skład Unii Francuskiej. Powstała licząca dwudziestu czterech członków rada generalna, w której Majotta uzyskała cztery miejsca. Jednym z pierwszych posunięć rady było dokonanie ponownego podziału gruntów na Majotcie, po upadku plantacji zdominowanej przez nieużytki. Podobnie jak w 1846 roku, wielkość działek wykluczyła z podziału rdzenną ludność wyspy. Grunty zostały w większości nabyte przez zamożnych kupców i polityków z Anjouanu, m.in. przez Ahmeda Abdallaha, późniejszego pierwszego prezydenta niepodległych Komorów. W 1947 roku na wyspie przeprowadzony został kolejny cenzus, który wykazał 17 221 mieszkańców.
Początkowo rada rezydowała w Dzaoudzi, jednak pod naciskiem jej przewodniczącego Saida Mohameda Cheikha przeniesiona została do Moroni (administracja pozostała w Dzaoudzi). W 1956 roku ustawa ramowa Deferre'a zreformowała system polityczny Komorów. Rada generalna przekształcona została w wybieraną w wyborach powszechnych, liczącą trzydziestu deputowanych radę terytorialną. W wyborach przedstawiciele Majotty zdobyli w niej cztery miejsca. 14 maja 1958 roku z inicjatywy Cheikha rada podjęła uchwałę o przeniesieniu administracji z Dzaoudzi do Moroni. Decyzja ta spotkała się z oporem ze strony mieszkańców Majotty, dla których oznaczało to utratę prestiżu, pracy, oraz przeniesienie urzędów na drugi koniec archipelagu. Planowanej zmianie szczególnie niechętne były kobiety, ponieważ wiązała się ona dla nich z problemami ekonomicznymi oraz zerwaniem więzów rodzinnych. 28 września 1958 roku na terenie całej Francji odbyło się referendum konstytucyjne, w terytoriach zamorskich będące jednocześnie referendum niepodległościowym. Majotta jako jedyna z wysp, większością 95%, zagłosowała przeciw nowej konstytucji. Deputowani Majotty złożyli w radzie wniosek o przekształcenia terytorium zamorskiego w departament zamorski. W głosowaniu przeprowadzonym 11 grudnia 1958 propozycja ta została odrzucona, a następnie, 21 grudnia rada – przy sprzeciwie deputowanych Majotty – uchwaliła dalsze funkcjonowanie Komorów w ramach terytorium zamorskiego.
W 1958 roku INSEE przeprowadził pierwsze dokładne badania populacji Komorów. Zweryfikiowana została liczba mieszkańców wysp z podziałem na poszczególne wioski, struktura płci i wieku, oraz miejsca urodzenia. Populację Majotty określono na 23 364 mieszkańców.
Próby usunięcia z wyspy elementów infrastruktury doprowadziły do protestów społecznych i pierwszych prób politycznej samoorganizacji mieszkańców wyspy. Pojawiła się koncepcja „departamentalizacji” – rozwoju społecznego i ekonomicznego w ścisłym związku z Francją. W 1958 roku pod przywództwem Georgesa Nahoudy i Marcela Henry'ego powstał Kongres Notabli, którego przedstawiciele złożyli na ręce Jacques'a Soustelle'a petycję w sprawie utworzenia z Majotty departamentu zamorskiego. W 1959 roku Kongres przekształcił się w Unię Obrony Interesów Majotty (Union pour la Défense des Intérêts de Mayotte, UDIM), pierwszą lokalną partię polityczną. Zarówno Kongres, jak i UDIM były organizacjami zrzeszającymi przede wszystkim Kreolów, zwolenników integracji wyspy z Francją. Dążąca do uzyskania szerszego poparcia UDIM rozpoczęła agitację wśród Majotyjczyków, podkreślając dyskryminację wyspy na rzecz Anjouanu i Wielkiego Komoru. Wysiłki te przyniosły efekt, i do partii przystąpili majotyjscy przywódcy. Działalność organizacji została też poparta przez starszych majottańskich wiosek.
Pomimo protestów i działalności UDIM, w latach 1962-1966 rząd ostatecznie sfinalizował przeniesienie administracji z Dzaoudzi do Moroni.
W 1966 roku wśród majotyjskich kobiet rozpoczęła działalność nauczycielka Koranu Zena M'Dere, pod której przywództwem doszło do powstania kobiecej milicji zwanej chatouilleuses. Wykorzystując tradycyjnie silną pozycję kobiet w społecznościach majotyjskich, chatouilleuses wszczęły kampanię ośmieszania i upokarzania polityków prokomoryjskich. Jej ofiarą padł m.in. Said Mohamed Cheikh, który w 1966 roku odwiedził Majottę dla uspokojenia nastrojów po przeniesieniu administracji. Wizyta spotkała się z gwałtownymi protestami, a sam polityk zmuszony został do ucieczki przed chatouilleuses. Upokorzony i obrażony Cheikh doprowadził do obcięcia funduszy przeznaczonych dla Majotty, co pogłębiło podział między jej mieszkańcami a pozostałymi Komoryjczykami. Sytuację na wyspie pogarszały powtarzające się braki żywności, o które powszechnie obwiniano Ahmeda Abdallaha, jedynego importera ryżu na Komorach. W tym samym roku UDIM przekształciła się w masowy Ludowy Ruch Majotty (Mouvement Populaire Mahorais, MPM), na czele którego stanął Marcel Henry.
W 1967 roku doszło do kryzysu politycznego, gdy chatouilleuses zaatakowały obsługę nadajnika ORTF w Dzaoudzi. W odwecie Said Mohamed Cheikh zdymisjonował wszystkich majotyjskich ministrów, dwóch przywódców ruchu profrancuskiego aresztowano, a nadajnik przeniesiono do Moroni. Na wyspie doszło do polaryzacji społeczeństwa na zwolenników (zwanych serrez-la-main, pol. „ściskający dłonie”) oraz przeciwników (reprezentowanych przez MPM) integracji z Komorami. W 1969 roku podczas protestów przeciw integracji z Komorami zginęła Zakia Madi, jedna z przywódczyń kobiet. W 1972 roku kolejna osoba zginęła w zamieszkach, do jakich doszło na tym tle w Acoui.
Po śmierci Saida Mohameda Cheikha w 1970 roku premierem Terytorium Komorów został Saïd Ibrahim, który podjął próbę naprawy stosunków Majotty z pozostałymi wyspami. Jego działania zbiegły się w czasie z wizytą Pierre Messmera, wówczas pełniącego funkcję ministra terytoriów zamorskich. 31 stycznia 1972 roku Messmer odwiedził Majottę i w publicznym przemówieniu obiecał, że jeśli Komory uzyskałyby niepodległość, los wyspy zależeć będzie od wyników referendum przeprowadzonego wśród jej mieszkańców. Wizyta Messmera w znacznej mierze zniweczyła wysiłki Saïda Ibrahima, wzmacniając frakcję profrancuską. W czerwcu 1972 roku rząd Saïda Ibrahima upadł, a do władzy doszedł Said Mohamed Jaffar. Po wyborach w grudniu 1972 roku Jaffar został odsunięty od władzy, a jego miejsce zajął Ahmed Abdallah, startujący w wyborach pod hasłem niepodległości dla Komorów. W radzie terytorialnej zdecydowaną większość uzyskali zwolennicy niepodległości – na 39 delegatów jedynie pięciu z MPM opowiadało się za dalszym związkiem z Francją. 23 grudnia 1972 roku rada, przy sprzeciwie MPM, upoważniła rząd do podjęcia negocjacji dotyczące warunków uzyskania niepodległości. 15 czerwca 1973 roku Ahmed Abdallah i Bernard Stasi podpisali porozumienie, na mocy którego w ciągu pięciu lat miało dojść do referendum, w którym obywatele Terytorium Komorów wypowiedzą się na temat dalszych losów terytorium. Jakkolwiek porozumienie nie wspominało o Majotcie, jedną z przyczyn ustanowienia pięcioletniego okresu było uzyskanie czasu na przekonanie Majotyjczyków do niepodległości w ramach Komorów. Wkrótce potem Abdallah złożył wizytę na Majotcie. Doszło podczas niej do demonstracji i zamieszek, po których aresztowany został m.in. Younoussa Bamana. Marcel Henry i Adrien Giraud prowadzili w tym czasie w Paryżu intensywny lobbing za pozostawieniem Majotty przy Francji. Zdołali pozyskać pomoc skrajnie prawicowej Akcji Francuskiej, której przywódca Pierre Pujo zorganizował kampanię za przeprowadzeniem referendum konsultacyjnego w sprawie niepodległości dla każdej z wysp z osobna i ułatwił MPM dostęp do francuskich parlamentarzystów. W Paryżu i Reunionie powstały komitety wsparcia dla „francuskiej Majotty”. Za pozostawieniem Majotty we Francji zaczęli opowiadać się niektórzy wpływowi konserwatywni gaulliści, jak Jacques Foccart i Michel Debré.
W 1974 roku wybory prezydenckie we Francji wygrał Valéry Giscard d’Estaing. Stanowisko premiera objął Jacques Chirac, natomiast ministrem terytoriów zamorskich został Olivier Stirn. Kontynuowali oni linię polityczną przyjętą przez Stasi'ego, opowiadając się za niepodzielnością Komorów; d’Estaing wprost oświadczył, że Komory powinny uzyskać niepodległość jako całość. W odpowiedzi Giraud i Pujo zintensyfikowali propagandę, podkreślając odrębność Majotty od reszty archipelagu, a nawet twierdząc, że jej mieszkańcy są katolikami (Majotta w owym czasie była niemal całkowicie muzułmańska). W listopadzie 1974 roku w Zgromadzeniu Narodowym rozpoczęła się debata nad ustawą określającą sposób przeprowadzenia referendum konsultacyjnego. Złożony w parlamencie projekt zakładał konsultację Terytorium jako całości, jednakże w wersji po poprawkach Senatu przyjęto, że każda z wysp (określonych w ustawie mianem „populacji”) konsultowana będzie oddzielnie. W referendum przeprowadzonym 22 grudnia 1974 roku za niepodległością opowiedziało się 94,57% obywateli Terytorium Komorów, przy frekwencji wynoszącej 93,30%. Jedyną wyspą, która opowiedziała się za utrzymaniem więzi z Francją, była Majotta, na której przeciw niepodległości zagłosowało 63,22% uprawnionych przy frekwencji 77,90%. Wynik referendum był zaskoczeniem dla rządu francuskiego, który na podstawie informacji przekazanych przez Abdallaha oczekiwał, że wszystkie cztery wyspy opowiedzą się za niepodległością.
Niezależnie od wyniku referendum, zarówno rząd francuski, jak i Abdallah mieli nadzieję, że uda się uniknąć podziału Komorów. W lutym 1975 roku wizytę w Moroni złożył Stirn, który z myślą o Majotcie zaproponował federacyjny model ustrojowy, z szeroką autonomią dla poszczególnych wysp. Przygotowany w tym duchu projekt został jednak w kwietniu 1975 roku odrzucony przez Abdallaha. W marcu 1975 roku Majottę odwiedziła delegacja parlamentu francuskiego, która po powrocie zarekomendowała uwzględnienie aspiracji mieszkańców wyspy. 3 lipca Zgromadzenie Narodowe przyjęło ustawę, na mocy której w terminie sześciu miesięcy miał być sporządzony projekt konstytucji, do przyjęcia w głosowaniach przeprowadzanych na każdej z wysp z osobna. Jeszcze przed jej przyjęciem, 30 czerwca, Abdallah zapowiedział, że odrzuci ustawę. 6 lipca Zgromadzenie Narodowe Komorów (bez przedstawicieli Majotty, którzy nie wzięli udziału w posiedzeniu) ogłosiło jednostronną deklarację niepodległości, dzień później wybierając Ahmeda Abdallaha na pierwszego prezydenta. Wydarzenie to zostało wykorzystane przez Francję do wycofania się z gwarancji utrzymania jedności archipelagu; w wystąpieniu z 11 lipca Stirn oświadczył, że Majotta nadal znajduje się pod władzą Francji. Władza na wyspie została de facto przejęta przez MPM, który zorganizował prowizoryczną administrację pod przywództwem Younoussy Bamany. Komoryjscy urzędnicy zostali odesłani na Anjouan, z wyspy wygnano także (wg różnych źródeł) od 219 do około 1100 osób pochodzących z Wielkiego Komoru lub Anjouanu. Dochodziło do prześladowań zwolenników integracji z Komorami. W międzyczasie obalono Ahmeda Abdallaha, a władzę przejął Ali Soilih. Nowy rząd nałożył embargo na produkty z Majotty, a z Moroni zostali wygnani Majotyjczycy o profrancuskich poglądach. W ostatniej próbie powstrzymania podziału archipelagu, Soilih wraz z grupą kilkudziesięciu zwolenników 21 listopada wylądował na lotnisku w Dzaoudzi. Próba ta zakończyła się całkowitym niepowodzeniem, zaś Soilih i jego ludzie zostali usunięci z wyspy.

## Integracja z Francją
Rezolucją nr 3385 z dnia 12 listopada 1975 roku Zgromadzenie Ogólne Organizacji Narodów Zjednoczonych przyjęło Komory w poczet członków, zaznaczając jednocześnie, że uważa Majottę za wchodzącą w skład nowego państwa. Sprawa jedności archipelagu ostatecznie upadła we Francji, gdy 30 grudnia 1975 roku Rada Konstytucyjna oddaliła wniosek o uznanie za niezgodną z konstytucją ustawy z 3 lipca. Problem Majotty trafił na forum Rady Bezpieczeństwa, gdy przedstawiciel Tanzanii złożył propozycję podjęcia rezolucji potępiającej działania Francji jako ingerencję w wewnętrzne sprawy Komorów. Do przyjęcia rezolucji nie doszło, albowiem Francja wykorzystała prawo weta. W lutym i kwietniu 1976 roku na Majotcie odbyły się dwa kolejne referenda. W pierwszym przeciwko pozostaniu częścią Komorów opowiedziało się 99,42% głosujących, przy frekwencji 83,34%. W drugim Majotta większością 97,46% przy frekwencji 80,26% odrzuciła status terytorium zamorskiego. W przeprowadzonym przy okazji przez MPM nieformalnym referendum większość głosujących (79,59%) opowiedziała się za przekształceniem wyspy w departament. Rezolucją nr 31/4 z 21 października 1976 roku Zgromadzenie Ogólne ONZ potępiło przeprowadzenie referendów, uznało ich wyniki za nieważne i wezwało Francję do zwrotu Majotty Komorom. W kolejnych latach tak ONZ, jak i Organizacja Jedności Afrykańskiej wielokrotnie potępiały francuską obecność na Majotcie.
W 1976 roku Majotta uzyskała status wspólnoty terytorialnej, z możliwością ponownego rozpatrzenia za trzy lata. Ustawą z 24 grudnia 1976 roku Francja zapewniła pomoc ekonomiczną dla wyspy, będącej w trudnej sytuacji na skutek zaniedbań administracji Abdallaha. W późniejszym okresie wspólnota otrzymała także środki z FIDOM. Frank CFA zastąpiony został frankiem francuskim. Na Pamanzi założona została baza Legii Cudzoziemskiej, w której skoszarowano Détachement de Légion Étrangère de Mayotte. Przeprowadzony w czerwcu 1978 roku cenzus wskazał na wzrost ludności do 47 246 mieszkańców. Pomimo tego wyspa aż do końca lat 80. XX w. doświadczała politycznej i ekonomicznej stagnacji; niski poziom rozwoju uniemożliwiał też przekształcenie wspólnoty w departament. W latach 1986–1993 na wyspie realizowany był pięcioletni (następnie przedłużony) plan rozwoju, w ramach którego zbudowano port w Longoni oraz międzynarodowy port lotniczy Dzaoudzi–Pamandzi. W latach 90. przełamany został monopol partyjny MPM, a na wyspie zaczęły pojawiać się nowe ugrupowania polityczne oraz nowi liderzy, niezwiązani bezpośrednio z wydarzeniami z lat 60. i 70. Frustracja związana z przedłużającym się procesem integracji, obawy przed zwrotem wyspy Komorom i relatywnie niski poziom francuskich inwestycji doprowadziły w 1993 roku do strajku generalnego i protestów. Sytuację częściowo załagodziła wizyta premiera Francji Édouarda Balladura, który obiecał kolejne referendum i przekształcenie w departament po okresie przejściowym.
W 1994 roku kulminacja wieloletnich zaniedbań doprowadziła do ekonomicznej zapaści w Unii Komorów. Frank komoryjski został zdewaluowany o 50%, skutkiem czego wzrosły koszty życia na wyspach. Emigracja z Komorów na Majottę, już wcześniej znaczna, gwałtownie przybrała na sile. W styczniu 1995 roku rząd Édouarda Balladura wprowadził ruch wizowy (tzw. „wiza Balladura”) na Majottę. Nie powstrzymało to napływu imigrantów, jednak znacznie utrudniło komunikację między wyspami oraz doprowadziło do masowych utonięć przy próbach nielegalnej przeprawy. Imigracja stała się przyczyną wzrostu antykomoryjskich nastrojów na wyspie i powstania paramilitarnych grup antyimigranckich.
Podczas wizyty prezydenta Francji Jacques’a Chiraca na Reunionie w 1996 roku doszło do spotkania premiera z delegatami z Majotty. Podjęta została wówczas polityczna decyzja o przekształceniu wyspy w departament. Powołano dwie grupy robocze (w Paryżu i na Majotcie), których celem było stworzenie modeli dalszego rozwoju wspólnoty. W 1997 roku opracowały one raport, w którym zaproponowane zostały trzy drogi rozwoju: pozostanie przy zmodyfikowanym modelu wspólnoty terytorialnej, przekształcenie w departament, oraz powrót do statusu terytorium zamorskiego. Rząd Lionela Jospina zdecydował się na pierwszą opcję, z możliwością zmiany po dziesięciu latach. Decyzja ta przyjęta została z niechętną akceptacją przez polityków Majotty i doprowadziła do rozłamu w MPM. W konsekwencji 11 lipca 2001 roku Majotcie nadany został status wspólnoty departamentalnej (collectivité départementale), a po reformie konstytucyjnej z 2003 roku także regionu. Nowy status wiązał się ze zwiększonymi uprawnieniami wewnętrznymi, zbliżonymi do uprawnień departamentów.

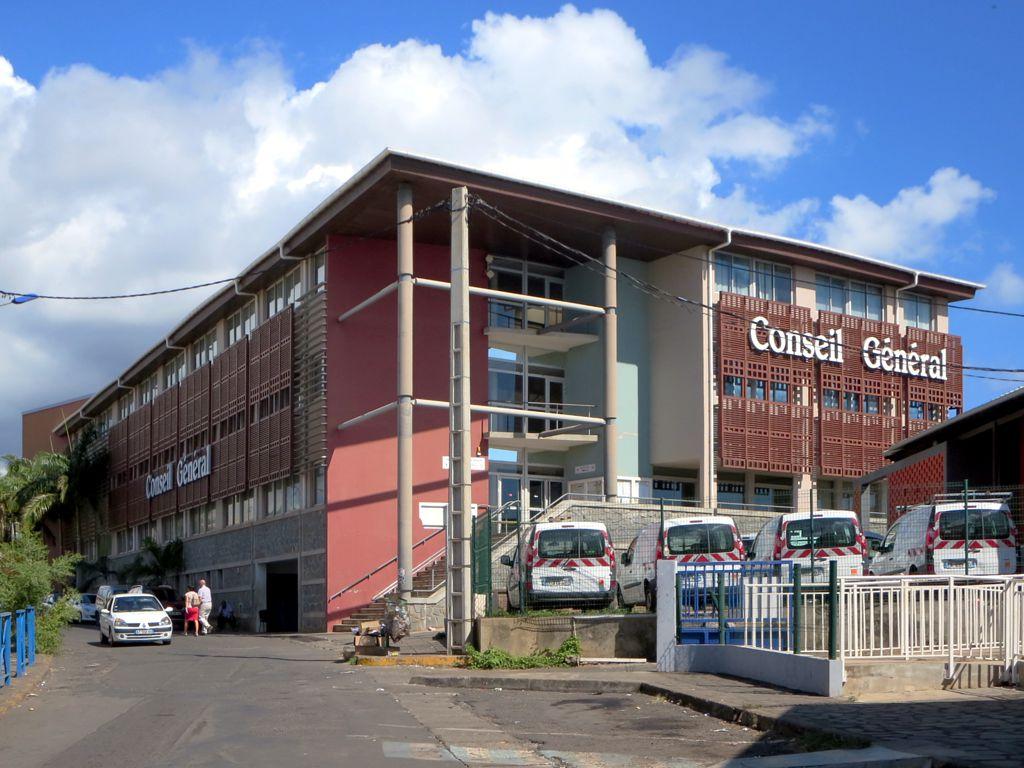
Budynek Rady Generalnej Departamentu Majotty w Mamoudzou.

Zmiany w statusie administracyjnym wyspy pociągnęły za sobą także zmiany w zakresie obowiązującego na Majotcie ustawodawstwa. Artykuł 75. Konstytucji z 1958 roku przewidywał zachowanie cywilnego prawa zwyczajowego na terenie byłych kolonii, w przypadku Majotty opartego przede wszystkim o szariat. Na początku lat 90. francuski parlament przyjął serię ustaw, zbliżających prawo Majotty do standardu metropolii. Wdrożono ubezpieczenie zdrowotne i społeczne oraz pomoc dla bezrobotnych i rodzin wielodzietnych. W 2005 roku wprowadzono nowe prawo spadkowe, rodzinne i małżeńskie, zniesiono też poligamię. Poczynione zostały zmiany mające na celu wprowadzenie równości płci.
W marcu 2009 roku na wyspie przeprowadzono referendum konsultacyjne dotyczące przekształcenia Majotty w departament. Za przekształceniem, przy wsparciu wszystkich głównych sił politycznych wyspy, opowiedziało się 95,24% głosujących, przy frekwencji 61,37%. Pomimo protestów Unii Afrykańskiej i rządu Unii Komorów, w marcu 2011 roku Majotta stała się 101. departamentem Francji. Transformacja ustrojowa pociągnęła za sobą dalszy rozwój wyspy. W 2011 roku w Dembeni powstała pierwsza na Majotcie szkoła wyższa, tj. Centre universitaire de formation et de recherche de Mayotte. Osiągnięto znaczne sukcesy w walce z powszechną niegdyś malarią. PKB Majotty w przeliczeniu na osobę w 2009 roku był dziesięciokrotnie wyższy niż PKB Komorów i Kenii, a dwudziestokrotnie wyższy niż PKB Mozambiku, Madagaskaru i Tanzanii. Problemami wyspy pozostają bezrobocie wśród młodych, rozwarstwienie majątkowe, różnice w poziomie życia między wyspą a metropolią oraz nielegalna imigracja z Komorów. Ta ostatnia stała się przyczyną napięć społecznych – po raz ostatni w maju 2016 roku, gdy doszło do zamieszek i wyrzucania z domów nielegalnych imigrantów. Przewiduje się, że dopiero po około 20-25 latach Majotta dorówna poziomem rozwoju metropolii.